# تريستان جاكسون
تريستان جاكسون (بالإنجليزية: Tristan Jackson)‏ هو لاعب كرة القدم الكندية أمريكي، ولد في 5 مارس 1986 في بومونت في الولايات المتحدة.